# Aedes pandani
Aedes pandani är en tvåvingeart som beskrevs av Stone 1939. Aedes pandani ingår i släktet Aedes och familjen stickmyggor. Inga underarter finns listade i Catalogue of Life.